# Henry Baring
Henry Baring (18 janvier 1777 – 13 avril 1848), est un banquier et homme politique britannique.

## Biographie
Fils de Sir Francis Baring, 1er baronnet, il débute dans l'entreprise de son père, et devient en 1804 associé dans l'entreprise familiale, avec ses frères Thomas Baring et Alexander Baring ; la raison sociale a alors été changée pour Baring Brothers & Co. Après la mort d'Henry Hope en 1811, les bureaux londoniens de Hope & Co fusionne avec Baring Brothers & Cie.
Henry Baring siège au Parlement de 1806 à 1807, puis de 1820 à 1826.

### Mariages et descendance
Il épouse en 1802 Maria Matilda Bingham, fille de William Bingham et d'Anne Willing, puis se remarie en 1825 avec Cecilia Anne Windham, fille de William Lukin Windham et d'Anne Thellusson. De son premier mariage, sont issus quatre enfants et du second, huit autres enfants :
- Anna Maria Baring, mariée avec William Gordon Coesvelt ;
- Frances Emily Baring, mariée en 1830 avec Henry Bridgeman Simpson ;
- Henry Bingham Baring (1804-1869), marié en 1827 avec Augusta Brudenell, puis en 1854 avec Marie de Martinoff ;
- William Frederick Baring (1822-1903), marié en 1845 avec Emily Jenkins ;
- William Windham Baring (1826-1876), marié en 1862 avec Selina Barbara Ponsonby ;
- Edward Charles Baring 1er baron Revelstoke (1828-1897), marié en 1861 avec Louisa Bulteel. Tous deux ont notamment pour descendante lady Diana Spencer (1961-1997), princesse de Galles ;
- Robert Baring (1833-1915) ;
- Richard Baring (1833-1883) ;
- Cecilia Annetta Baring, mariée en 1854 avec Charles Harbord ;
- Thomas Baring (1839-1923), marié en 1901 avec Constance Barron ;
- Evelyn Baring (1er comte de Cromer) (1841-1917), marié en 1876 avec Ethel Errington, puis en 1901 avec Katherine Georgina Thynne ;
- Walter Baring (1844-1915), marié en 1875 avec Ellen Guarracino.

## Sources
- (en) Cet article est partiellement ou en totalité issu de l’article de Wikipédia en anglais intitulé « Henry Baring » (voir la liste des auteurs).